# Tschernske
Tschernske, obersorbisch Černskⓘ, deutsch früher auch Zschernske, ist ein Ortsteil der Gemeinde Kreba-Neudorf im Landkreis Görlitz in Sachsen. Der Ort zählt zum sorbischen Siedlungsgebiet.

## Geografie
Tschernske liegt in der Oberlausitz im Biosphärenreservat Oberlausitzer Heide- und Teichlandschaft. Umliegende Ortschaften sind der zur Gemeinde Rietschen gehörende Ortsteil Neuliebel im Nordosten, der zur Stadt Niesky gehörende Ortsteil Kosel im Osten, der zur Gemeinde Mücka gehörende Ortsteil Petershain im Südosten, Kreba im Süden, der zur Gemeinde Boxberg/O.L. gehörende Ortsteil Dürrbach im Osten sowie Reichwalde im Nordwesten.
Von Tschernske aus führt eine Gemeindestraße zu der knapp einen Kilometer westlich des Ortes verlaufenden sächsischen Staatsstraße 153. Östlich des Ortsgebietes befindet sich die Schwarze Lache.

## Geschichte
Tschernske wurde im Jahr 1423 als Czirnski erstmals urkundlich erwähnt. In der Folgezeit änderte sich der Ortsname häufig. Im Jahr 1490 war der Ort als Tschyrrnosc verzeichnet. Im Jahr 1527 lautete der Ortsname Czerniessky und im Jahr 1607 Tczschernicko. Danach änderte sich der Ortsname von Tschernsko (1632) über Tzschernsko (1759) zu Zernßke/Zschernicke im Jahr 1792. 1936 wurde Tschernske im Zuge der Germanisierung zur Zeit des Nationalsozialismus in Hirschwalde umbenannt, diese Benennung wurde 1947 wieder rückgängig gemacht. Die Grundherrschaft über das Vorwerk hatte ab spätestens 1618 das Rittergut Kreba.
Bis zum 1. April 1938 bildete Tschernske eine eigenständige Gemeinde, dann wurde die Gemeinde nach Kreba eingemeindet. Als Teil der Gemeinde lag Tschernske ab dem 16. Januar 1947 im damals neu gebildeten Kreis Niesky. Nach der Wende wurde Tschernske am 1. August 1994 dem Niederschlesischen Oberlausitzkreis zugeordnet, seit der Kreisreform in Sachsen vom 1. August 2008 gehört das Dorf zum Landkreis Görlitz.
Tschernske gehört seit dem 16. Jahrhundert zur Kirchengemeinde Kreba, welche wiederum zur Evangelischen Kirche Berlin-Brandenburg-schlesische Oberlausitz gehört.

## Bevölkerung
Im Jahr 1777 waren für Holscha zehn besessene Mann, drei Gärtner und zwölf Häusler als Einwohner verzeichnet. 1825 hatte der Ort 181 Einwohner, diese Einwohnerzahl stieg bis 1871 auf 229 Einwohner an. Danach fiel die Einwohnerzahl im Jahr 1925 auf 208 Einwohner herab.
Für seine Statistik über die sorbische Bevölkerung in der Oberlausitz ermittelte Arnošt Muka in den achtziger Jahren des 19. Jahrhunderts eine Bevölkerungszahl von 215 Einwohnern, davon waren 207 Sorben (95 %) und acht Deutsche.